# Грузевич-Нечай, Михаил Григорьевич
Михаи́л Григо́рьевич Грузе́вич-Неча́й (9 (21) января 1865 — 17 (30) июля 1920) — русский офицер, генерал-майор (1917), участник русско-японской, Первой мировой войн и «белого» движения, жертва «красного» террора.

## Биография
Из потомственных дворян Киевской губернии, потомок давнего казацко-шляхетского рода Нечай; сын чиновника. Православного вероисповедания.
Его отец, Григорий Иванович Грузевич-Нечай (чиновник, на период 1870—1873 годов служивший в Одессе, в чине титулярного советника, столоначальником в канцелярии Новороссийского и Бессарабского генерал-губернатора и командующего Одесским военным округом генерала от инфантерии Коцебу и дослужившийся затем до чина статского советника), владел родовым имением в селе Янополь Чигиринского уезда Киевской губернии.
Его брат — Николай Григорьевич Грузевич-Нечай (1857—1933), — офицер-артиллерист (с 1916 года — генерал-майор), участник китайской кампании, Первой мировой и гражданской войн, белоэмигрант.
В августе 1882 года Михаил Грузевич-Нечай, получив общее образование в Одесском реальном училище, вступил в военную службу рядовым на правах вольноопределяющегося 2-го разряда и был командирован на учёбу в Одесское пехотное юнкерское училище, затем переведен в Николаевское инженерное училище (в Санкт-Петербурге), курс которого окончил в августе 1885 года по 1-му разряду, с производством в подпоручики и с назначением на службу в 12-й саперный батальон, расквартированный в Елисаветграде. В августе 1888 года произведен в поручики.
В начале 1890-х годов переведен в Севастопольскую крепостную саперную роту; в августе 1895 года произведен в штабс-капитаны, в августе 1899 года — в капитаны.
Участник русско-японской войны. В апреле 1904 года был переведен в 6-й саперный батальон, отправленный из Киева в Маньчжурию, в состав действующей армии. Принимал участие в военных действиях, командовал ротой. В мае 1905 года, за отличия в делах против японцев, произведен в подполковники.
После войны, в июне 1906 года, был назначен командиром Севастопольской крепостной саперной роты. В июле 1911 года произведен в полковники.
В октябре 1913 года был назначен командиром 24-го саперного батальона.
Участник Первой мировой войны во главе своего саперного батальона, развёрнутого в феврале 1917 года, на Румынском фронте, в 24-й инженерный полк. За отличия в делах против неприятеля был награждён орденом Святого Владимира 3-й степени с мечами.
В январе 1917 года Михаил Григорьевич Грузевич-Нечай произведен в генерал-майоры; в марте 1917 года — назначен командующим 24-м инженерным полком 24-го армейского корпуса. В конце 1917 года он — корпусной инженер при штабе того же армейского корпуса.
После установления в России советской власти был уволен большевиками из «старой» русской армии. В 1918 году служил в армии Украинской державы гетмана Скоропадского, — был корпусным инженером 6-го (Полтавского) корпуса.
В конце 1918 года, после прихода к власти Директории УНР, оставил службу в украинской армии и был переправлен на Север России, в состав армии генерала Миллера; с июля 1919 года числился там в резерве чинов. В августе 1919 года переправлен в Сибирь, в состав армии Колчака. Участник «белого» движения на востоке России.
После поражения «белой» армии Колчака остался в Советской России. Работал делопроизводителем в Главном техническом отделе военного комиссариата в Иркутске.
5 апреля 1920 года арестован органами ЧК, обвинён в контрреволюционной деятельности. 28 июля 1920 года Омской губЧК приговорён к высшей мере наказания, — к расстрелу; был расстрелян и захоронен в Омске.
30 ноября 1995 года реабилитирован Прокуратурой Омской области на основании Закона РФ.

## Награды
- Орден Святого Станислава 3-й степени (???)
- Медаль «В память царствования императора Александра III» (1896)
- Орден Святого Станислава 2-й степени (ВП 06.05.1903)
- Орден Святой Анны 2-й степени с мечами (утв. ВП 19.03.1905)
- Орден Святого Владимира 4-й степени с мечами и бантом (утв. ВП 11.12.1905)
- Орден Святой Анны 4-й степени с надписью «За храбрость» (1905; утв. ВП 23.02.1906), — «…за отличия в делах против японцев»
- Медаль «В память русско-японской войны» (1906)
  - мечи к имеющемуся ордену Святого Станислава 2-й степени (1905; утв. ВП 30.04.1906)
  - мечи и бант к имеющемуся ордену Святого Станислава 3-й степени (1905; утв. ВП 15.01.1907)
- Медаль «В память 300-летия царствования Дома Романовых» (1913)
- Орден Святого Владимира 3-й степени с мечами (ВП 03.03.1915)
- Высочайшее благоволение (ВП от 14.05.1915), — «…за отличия в делах против неприятеля»
- Орден Святой Анны 3-й степени с мечами и бантом (утв. ВП 02.04.1916)